# متحف روبير معوض الخاص
متحف أو قصر روبير معوض الخاص هو متحف لبناني يقع في منطقة زقاق البلاط وسط العاصمة بيروت تأسس كمتحف في سنة 2006. يحنوي على تشكيلة مختلفة وواسعة من التراث، حيث يحتوي المتحف على التحف الشرقية والغربية والإسلامية والمسيحية. يقام على أرض المتحف أيضاً الندوات والنشطات الثقافية. وفيه تم توقيع ورسم أول علم لبناني.

## التاريخ
تم بناء القصر سنة 1890 من قِبل عائلة فرعون السياسية وهي سورية الأصل، بواسطة فيليب فرعون والذي أورثه لإبنه هنري فرعون سنة 1922. قام هنري فرعون بإضافة تحسينات عديدة على القصر، وعمل طوال فتره سكناه بالقصر على تزويده بالعديد من التحف الثمينة. في سنة 1990 امتلك روبير معوض القصر وحوله لمتحف، وقام بإعادة ترميم المبنى وخاصة الواجهات لمدة 7 سنوات، كما حافظ على كل ما تركته عائلة فرعون، وأضاف غرفتين خاصتين بمجوهرات معوض، كما أضاف مكتبة كميل أبو صوان، والتي قام معوض بإعادتها إلى لبنان.

## محتويات المتحف
يحتوي متحف روبير معوض على قطع أثرية ثمينة جداً قام بجمعها عائلة فرعون وروبير معوض، ومن هذه القطع:
- ثاني أضخم ماسة بالعالم، ويبلغ وزنها 70 قيراطاً، يعود تاريخها إلى سنة 1893.[2]
- ساعة جيب من الزمرد، ويعود تاريخها للقرن الخامس عشر.[2]
- العقد الماسي الذي تقلدته الملكة اليزابيت الثانية في يوم زفافها في عام 1947.[2]
- حدائق من أشجار الفيكوس والنخيل.[1]
- أسلحة قديمة وسجاد.[1]
- مكتبة كميل أبو صوان وتحتوي على مخطوطات قديمة ونادرة.[1]
- القطع الحجرية المنحوتة والرخام المتعدد الألوان والخشب الملون والقطع المعدنية القديمة والورسلان الصيني والفخار الإسلامي والتماثيل الفينيقية والمنحوتات الحجرية الرومانية ورؤوس الأعمدة البيزنطية.[2]
- زخارف خشبية قادمة من دمشق وحلب.

## وصلات خارجية
- الموقع الرسمي